# Sebestyén Schmidt
Sebestyén Schmidt (* 3. Februar 1901; † 13. September 1971 in Los Angeles) war ein ungarischer Radrennfahrer und nationaler Meister im Radsport.

## Sportliche Laufbahn
Schmidt war Teilnehmer der Olympischen Sommerspiele 1932 in Los Angeles. Beim Sieg von Attilio Pavesi im olympischen Einzelzeitfahren belegte er den 31. Platz. Er war der einzige Vertreter Ungarns in den Radsportdisziplinen bei den Spielen. Da der ungarische Verband nicht über die finanziellen Mittel zur Entsendung einer Mannschaft verfügte, startete Schmidt dort ohne Unterstützung des Verbandes.
1924 gewann er die nationale Meisterschaft im Straßenrennen.